# 沙洛斯
沙洛斯（法語：Chalosse，法語發音：[ʃalɔs] ⓘ；加斯科涅语：或）是法国加斯科涅的一个传统地区，位于朗德省南部。 

## 地名
“沙洛斯”一名源自古阿基坦语，含义不详。在文献中，该地名曾以“Sialossa”的形式出现。 

## 位置
沙洛斯以卢茨河谷与呂伊河谷为中心，北及阿杜尔河 ，南至贝阿恩地区，东临加巴斯河谷。 
与阿杜尔河及汇流前的雷于尼河接壤的平原，构成了奥尔特地区（Pays d'Orthe）。沙洛斯西接该地区，东临蒂尔桑（Tursan），北至上朗德（Haute Lande）和马尔桑地区。 